# Movimiento Ibérico de Liberación
Le Movimiento Ibérico de Liberación (français : Mouvement ibérique de libération, Movimiento Ibérico de Liberación-Grupos Autónomos de Combate, MIL) est un mouvement prônant l'« agitation armée », actif en Espagne de 1971 à son auto-dissolution en août 1973.
Organisation plutôt inclassable, son existence gêna aussi bien l’ultra gauche théorique européenne (à cause des attaques de banques assimilées à de la délinquance) que ceux qui devinrent trop vite des « professionnels de l’activisme ». Le « MIL » ne recoupa jamais avec précision une organisation centralisée : ce fut plutôt un sigle, autour duquel des militants se retrouvaient « au point de contact de deux idées-forces : renouer intelligemment avec la tradition activiste anarchiste en appui et en incitation aux luttes les plus radicales [et] dépasser l’antifascisme, le syndicalisme et les positions désarmées du gauchisme pour aborder un projet révolutionnaire moderne ».
Le MIL pratique l'action directe contre la dictature franquiste, notamment des braquages de banques qui alimentent la solidarité avec les grèves ouvrières et financent l'acquisition de matériel d'imprimerie et la maison d'édition Mayo 37. 
Ses militants les plus connus sont Salvador Puig Antich et Oriol Solé Sugranyes, tué par la Guardia civil en 1976 à Barcelone,.

## Historique
Le MIL, implanté à Barcelone, était issu de la réunion de trois "équipes" inspirées d'une part par les théories anarchistes, conseillistes et situationnistes, dont l'Équipe Théorique, l'Équipe Ouvrière et l'Équipe Extérieure. Ses membres étaient en rupture avec les organisations anarchistes classiques alors très divisées et opposées à l'action violente. En décembre 1970, ces équipes avaient participé à la grève de l'usine Harry-Walker qui dura 62 jours et qui fut l'une des plus dures de cette époque. En mars 1971, une brochure appelait au boycott des élections syndicales, elle était signée "1000". Le sigle n'a aucune importance pour les membres du groupe. La presse et la police qui veulent absolument une signature, trouveront la signification des trois lettres MIL. 
L'un des buts du MIL est la publication de textes théoriques difficiles à trouver en Espagne à cette époque. Pour financer ses activités, le MIL va pratiquer l'expropriation. Entre juillet 1972 et septembre 1973, une douzaine d'attaques de banques seront revendiquées par le MIL. Ces actions de type "expropriation" comportait le risque de création d'une organisation paramilitaire, ce que les membres du MIL comprirent eux-mêmes et qui fut une des causes de leur auto-dissolution. 
Le MIL cherchait à éviter la violence contre les individus. Ces actions étaient revendiquées par le texte ou la parole. Dans l'un des tracts était saluée la mémoire de Francisco Sabaté, guérillero anarchiste actif en Catalogne entre 1945 et 1960, date à laquelle il fut tué. Salvador Puig Antich était en général le chauffeur du groupe pratiquant l'expropriation. Les sommes d'argent récupérées sont importantes : 1 million de pesetas à Bellver de Cerdanya le 15 septembre 1972, 1 million à la Banco central le 28 novembre, 1 million et demi à la Banco Americano-Hispano le 2 mars 1973... Du matériel d'imprimerie est également volé à Toulouse ainsi que des papiers officiels. 
Cet argent va servir à alimenter des caisses de solidarité avec des usines en grève et à l'édition de textes. Les éditions "Mayo 37" sont créées en janvier 1973. Seront publiés des textes de Camillo Berneri (anarchiste italien assassiné par les staliniens en mai 1937), Les Conseils ouvriers d'Anton Pannekoek, Le Dossier San Adrian del Besos (compte-rendu d'un conflit très dur en avril 1973), De la misère en milieu étudiant (Internationale situationniste)... 
Dans l’introduction au texte « Entre la révolution et les tranchées » édité aux éditions Mayo 37, le MIL écrit :
« D’importantes fractions du mouvement ouvrier, dans leur lutte quotidienne contre le capitalisme, ont été amenées à rompre avec des organisations qui se révélaient chaque jour davantage comme un frein. Le rupture avec le réformisme du P.C. et avec les Commissions Ouvrières qu’ils contrôlait n’a été que le premier pas vers l’Organisation de la Classe. Immédiatement après, le prolétariat a dû faire face avec la même rigueur aux tentatives qui visaient à implanter des nouveaux dirigismes au sein du mouvement ouvrier anti-réformiste et que menait tout un essaim de groupuscules et de soi-disant avant-gardes. »
Une revue est également créée, elle s'appelle CIA ("Conspiration internationale anarchiste"). Elle n'aura que deux numéros dans lesquels on retrouve les deux sources d’inspiration du MIL (anarchisme et  ultra-gauche). 
Le MIL tient un congrès en août 1973 dont les conclusions sont :
« Il n’y a pas de pratique communiste possible sans lutte systématique contre le mouvement ouvrier traditionnel et ses alliés. Inversement, il n’y a pas d’actions efficaces contre eux sans compréhension claire de leur fonction contre-révolutionnaire…
La société actuelle possède ses lois, sa justice, ses gardiens, ses juges, ses tribunaux, ses prisons, ses crimes, sa « normalité ». Devant cette situation, apparaissent une série d’organes politiques (partis et syndicats, réformistes et gauchistes…) qui feignent de contester cette situation alors qu’en réalité ils ne font pas autre chose que de consolider la société actuelle… Le « gauchisme » n’est pas autre chose que l’extrême-gauche du programme du capital. »
(Conclusions définitives du congrès du MIL, août 1973).
Dans CIA, le MIL se distingue radicalement des positions « démocratique » de la gauche face au franquisme :
« On a beaucoup parlé de « lutte contre la répression », tout en restant en position défensive et à moitié chemin, sans savoir qu’il n’y a pas d’autre lutte contre la répression que l’insurrection généralisée. » (CIA no 1, octobre 1972)
Mais le MIL ne veut pas se spécialiser dans les expropriations et se transformer en, appareil militaire. Aussi en août 1973, un congrès du MIL décide sa dissolution. C'est donc après sa disparition que certains membres du MIL vont connaître une fin tragique. 
Le 21 juin 1973, Salvador Puig Antich avait malencontreusement oublié dans un bar une sacoche contenant des documents compromettants. La police put alors localiser les planques du MIL. Le 15 septembre, un an après une première expropriation, trois membres du MIL s'attaquent à nouveau à la Caisse d'Epargne de Bellver de Cerdanya. Malheureusement, en un an, la police a fait des progrès, elle est très rapidement sur les lieux et Oriol Sole Sugranyes, typographe de 25 ans et José Luis Pons LLobet, étudiant de 18 ans sont arrêtés, exhibés dans les villages et maltraités. Le troisième, Jorge Sole Sugranyes parvient à se réfugier en Belgique. Le 25 septembre, Salvator Puig Antich avait rendez-vous avec un ami mais celui-ci avait été arrêté deux jours plus tôt et la police organise un guet-apens. Une fusillade éclate, Salvador Puig Antich est grièvement blessé, un inspecteur de police est tué, probablement par ses collègues car Puig Antich n'était plus en état de tuer après les coups qu'il avait reçus. 
L'emprisonnement des militants du MIL provoquera des réactions divergentes au sein de l'ultra-gauche française. Le groupe "Révolution Internationale" refusera toute solidarité avec les emprisonnés sous prétexte que ces "militants espagnols influencés, semble-t-il, par les idées de l'ultra-gauche" n'auraient rompu que "très récemment avec le stalinisme, le maoïsme, le nationalisme et l'anarchisme", et que de toute façon "il n'est pas vrai qu'il faille réaliser des hold-up en Espagne aujourd'hui pour exister politiquement" (R.I., nouvelle série, no 6). De son côté, le "Mouvement communiste" (ex-La Vieille Taupe constituait un "Comité pour la vérité sur les emprisonnés de Barcelone", avec des intellectuels comme Pierre Vidal-Naquet, faisant passer des communiqués dans la presse dans le but de révéler que les accusés n'étaient pas des gangsters mais des révolutionnaires. Dans sa brochure "Gangsters ou Révolutionnaires", le comité espérait qu'"un mouvement d'opinion fera reculer l'état espagnol, et limitera leurs condamnations". Ce comité "large et ouvert" allait fusionner avec le comité de soutien de l'Organisation révolutionnaire anarchiste (ORA). De son côté, le groupe Pour une intervention communiste (Jeune Taupe), constitué peu de temps avant l'exécution de Puig Antich, allait condamner le "frontisme" de ces comités et s'efforcer, avec ses faibles moyens, de faire connaitre les positions du MIL. Quoi qu'il en soit, aucune de ses réactions n'aura d'influence sur le déroulement et les conclusions du procès.
Le procès du MIL a lieu les 7 et 8 janvier 1974. Le verdict était connu d'avance. Il fallait faire un exemple et la police menaçait de manifester à Madrid si Salvador Puig Antich n'était pas exécuté. Salvador Puig Antich est condamné à la peine de mort, Joseé Luis Pons LLobet à 30 ans de prison, son amie Maria-Augustias Mateos Fernandez, lycéenne de 17 ans à 5 ans de prison. 
Aucun soutien au condamné ne viendra des partis de gauche, quant aux groupes gauchistes ils se contentent d’un « soutien » formel, en déléguant quelques dizaines de leurs membres aux manifestations de protestation. Le 2 mars 1974, Salvador Puig Antich est garroté.

## Résumé des positions du MIL
« Quant à nous, comme équipe ayant fonctionné régulièrement ces derniers temps et d’après le terrain où nous avons travaillé jusqu’ici, indépendamment des attitudes qui prévaudront, nous avons étudié une série de questions de fond, qui se posent aujourd’hui au mouvement ouvrier, et que nous croyons possible et nécessaire d’étendre à l’ensemble du prolétariat :
- le travail salarié comme marchandise ;
- la marchandise comme axe et noyau du système capitaliste ;
- le capital comme plus-value accumulée ;
- le capitalisme comme système où le capital a acquis la suprématie
- le processus de concentration du capital ou impérialisme : le capitalisme n’a pas de frontières ;
- l’Est comme ensemble de pays où persiste le travail salarié et le règne de la marchandise ;
- le social-impérialisme en URSS, en Chine ;
- l’Est dans les relations internationales capitalistes ;
- le prolétariat, base et négation du capitalisme ;
- l’organisation du prolétariat dans l’optique de Marx et Engels, et dans celle de l’ultra-gauche ;
- la critique du léninisme comme conscience extérieure à la classe ouvrière, et ses conséquences politiques et organisationnelles ;
- la révolution comme abolition des rapports de production capitalistes (travail salarié, marchandises)  et non comme transformation des modes de gestion du capital ; (…)
- Les formes capitalistes de contrôle au sein de la classe ouvrière : groupuscules, partis, syndicats ; leurs manifestations idéologiques. »

#### Articles
- Christian Beuvain, André Cortade, Histoire désordonnée du MIL, Montreuil, L’Echappée, collection « Dans le feu de l’action », 2005, 122 p. (réédition de 1000, histoire désordonnée du MIL, Éditions Dérive 17, 1985), Dissidences, [lire en ligne].
- Sur un moment particulier d’une histoire oubliée, Dissidences, 21 mai 2014, [lire en ligne].
- Jean-Jacques Gandini, Il y a trente ans, Salvador Puig Antich, Le Monde diplomatique, octobre 2005, [lire en ligne].
- Jérémie Berthuin, 1975 : après l’assassinat de Puig i Antich, le Franquisme en procès ?, Alternative libertaire, no 247, février 2015, [lire en ligne].
- Théo Rival, Il y a quarante ans, l’Etat franquiste assassinait Puig Antich, Alternative libertaire, mars 2014, [lire en ligne].
- Christophe Bourseiller, Le mythe fondateur des « gangsters de Barcelone », Histoire et liberté no 38, printemps 2009, [lire en ligne].
- (es) Oscar Freán Hernández, « El paso a la acción directa », Cahiers de civilisation espagnole contemporaine, 19|2017, [lire en ligne], DOI 10.4000/ccec.6780.